# Премия «Грэмми» за лучший джазовый инструментальный альбом
Премия «Грэмми» за лучший джазовый инструментальный альбом (англ. Grammy Award for Best Jazz Instrumental Album) — одна из номинаций музыкальной премии Грэмми, вручаемой Американской академией звукозаписи.

## Изменения названий премии
Здесь и далее указаны годы проведения церемоний с вручением наград за достижения прошедшего года.
- С 1959 по 1960 год награда называлась Лучшее джазовое исполнение в составе группы англ. Best Jazz Performance, Group;
- В 1961 году — Лучшее джазовое исполнение соло или в составе небольшой группы англ. Best Jazz Performance Solo or Small Group;
- С 1962 по 1963 год — Лучшее инструментальное джазовое исполнение соло или в составе небольшой группы англ. Best Jazz Performance Solo or Small Group (Instrumental);
- В 1964 году — Лучшее инструментальное джазовое исполнение (Солист или небольшая группа) англ. Best Instrumental Jazz Performance - Soloist or Small Group;
- С 1965 по 1966 год — Лучшее инструментальное джазовое исполнение (Небольшая группа или солист) англ. Best Instrumental Jazz Performance - Small Group or Soloist
- В 1967 году — Лучшее инструментальное джазовое исполнение (Группа или солист с группой) англ. Best Instrumental Jazz Performance - Group or Soloist with Group;
- С 1968 по 1971 год — Лучшее инструментальное джазовое исполнение (Небольшая группа или солист с небольшой группой) англ. Best Instrumental Jazz Performance, Small Group or Soloist with Small Group[1];
- С 1972 по 1992 год — Лучшее инструментальное джазовое исполнение (Группа) англ. Best Jazz Instrumental Performance, Group;
- С 1993 по 2000 год — Лучшее инструментальное джазовое исполнение (В группе или индивидуально) англ. Best Jazz Instrumental Performance, Individual or Group;
- С 2001 по 2011 год Лучший джазовый инструментальный альбом (В группе или индивидуально) англ. Best Jazz Instrumental Album, Individual or Group.

До 1962 и с 1972 по 1978 год награда не предусматривала поощрение только инструментального исполнения, в конкурсе участвовали и вокалисты.

## Лауреаты по годам
- 1959 год — Каунт Бэйси за «Basie»;
- 1960 год — Иона Джонс за «I Dig Chicks»;
- 1961 год — Андре Превин за фортепьянную версию «West Side Story»;
- 1962 год — Андре Превин за «André Previn Plays Songs by Harold Arlen»;
- 1963 год — Стэн Гетц за «Desafinado»;
- 1964 год — Билл Эванс за «Conversations with Myself»;
- 1965 год — Стэн Гетц за «Getz/Gilberto»;
- 1966 год — Рамси Льюис за «The „In“ Crowd»;
- 1967 год — Уэс Монтгомери за «Goin' Out of My Head»
- 1968 год — Кэннонболл Эддерли за «Mercy, Mercy, Mercy! Live at 'The Club'»;
- 1969 год — Билл Эванс за «Bill Evans at the Montreux Jazz Festival»;
- 1970 год — Уэс Монтгомери за «Willow Weep for Me»;
- 1971 год — Билл Эванс за «Билл Эванс»;
- 1972 год — Билл Эванс за «The Bill Evans Album»;
- 1973 год — Фредди Хаббард за «First Light»;
- 1974 год — Supersax за «Supersax Plays Bird»;
- 1975 год — Джо Пасс, Нильс-Хеннинг Эрстед Педерсен и Оскар Питерсон за «The Trio»;
- 1976 год — Чик Кориа за «No Mystery»;
- 1977 год — Чик Кориа за «The Leprechaun»;
- 1978 год — Фил Вудс за «The Phil Woods Six — Live From the Showboat»;
- 1979 год — Чик Кориа за «Friends»;
- 1980 год — Чик Кориа и Гэри Бёртон за «Duet»;
- 1981 год — Билл Эванс за «We Will Meet Again»;
- 1982 год — Чик Кориа и Гэри Бёртон «In Concert, Zürich, October 28, 1979»;
- 1983 год — Фил Вудс за «More»;
- 1984 год — Фил Вудс за «At the Vanguard»;
- 1985 год — Арт Блэйки за «New York Scene»;
- 1986 год — Уинтон Марсалис за «Black Codes (From the Underground)»;
- 1987 год — Уинтон Марсалис за «J Mood»;
- 1988 год — Уинтон Марсалис за «Marsalis Standard Time, Vol. I»;
- 1989 год — Рон Хайнс, Сесил Макби, Дэвид Мюррей и Маккой Тайнер за «Blues for Coltrane: A Tribute to John Coltrane»;
- 1990 год — Чик Кориа за «Chick Corea Akoustic Band»;
- 1991 год — Оскар Питерсон за «Live at the Blue Note»;
- 1992 год — Оскар Питерсон за «Saturday Night at the Blue Note»;
- 1993 год — Брэнфорд Марсалис за «I Heard You Twice the First Time»;
- 1994 год — Джо Хендерсон за «So Near, So Far (Musings for Miles)»;
- 1995 год — Рон Картер, Херби Хэнкок, Уоллес Рони, Уэйн Шортер и Тони Уильямс за «A Tribute to Miles»;
- 1996 год — Трио Маккоя Тайнера и Майкл Брекер за «Infinity»;
- 1997 год — Майкл Брекер за «Tales from the Hudson»;
- 1998 год — Чарли Хэйден и Пат Мэтини за «Beyond the Missouri Sky»;
- 1999 год — Херби Хэнкок за «Gershwin’s World»;
- 2000 год — Гэри Бёртон, Чик Кориа, Рон Хайнс, Дэйв Холланд и Пат Мэтини за «Like Minds»;
- 2001 год — Брэнфорд Марсалис за «Contemporary Jazz»;
- 2002 год — Сонни Роллинз за «This Is What I Do»;
- 2003 год — Херби Хэнкок, Майкл Брекер и Рой Харгровс за «Directions in Music: Live at Massey Hall»;